# Recinte emmurallat de Madremanya
El Recinte emmurallat de Madremanya és un conjunt de diversos elements que configuraren, en època medieval, un recinte emmurallat. La datació de tots els elements pervinguts correspon als segles XIII-XIV, els quals es troben en un estat mitjà de conservació.

## Descripció
Es conserven quatre portals, que formen part de passos coberts, i almenys les restes d'una torre. L'església, que era fortificada, encara conserva un matacà, recolzat sobre mènsules de rotlle amb tres nivells en degradació, que fou aprofitat com a torre de campanar. En un dels murs laterals, dalt de tot encara conserva una sèrie d'espitlleres fetes de dos blocs de pedra, actualment tapiades. L'absis, romànic, fou sobrealçat amb murs d'aparell irregular, amb diverses espitlleres per tot el voltant, i coronat per merlets, conferint-li una aparença de torre; quan aquesta fou coberta, els merlets es convertiren en finestres emmarcades per espitlleres. Tant l'absis com el sector de l'església proper a ell són lleugerament atalussats a la part inferior. Al sector N del nucli hi a un pas cobert que, un cop passat el portal, es veu clarament com formava part d'una torre del recinte emmurallat.
El portal és d'arc de mig punt, fet amb petites dovelles, i formava part d'una torre d'aparell menut i irregular que resta integrada en les construccions posteriors que la flanquegen. El pas és cobert per un embigat de fusta que fa uns 16 m de llargada i l'arc, a l'intradós, és rebaixat i en un dels costats conserva una imposta. Aquesta construcció faria uns 5 m de costat a l'interior. Els seus angles són fets de carreus de mida grossa i ben tallats. Des de davant de la torre, seguint pel carrer de la Processó, s'arriba a un segon pas cobert format per dos arcs apuntats adovellats i cobert per una volta que encara conserva restes d'encanyissat. El pas fa uns 8 m de llargada i els arcs formen un pas d'uns 2,5 m aproximadament.
Travessat aquest pas, el carrer que duu a l'església és format per un altre pas cobert; aquest consta de dos arcs apuntats, amb el sector inferior dels brancals ultrapassat i una llum de 3 m aproximadament. El pas cobert és de 5 m de llargada i la volta conserva restes d'encanyissat. Sembla correspondre a la part inferior del que fou una torre del recinte emmurallat. Al final d'aquest carrer, anomenat de Sant Esteve, està ubicat l'altre pas cobert que també conserva restes d'encanyissat i dos arcs rebaixats, conformats amb lloses disposades a plecs de llibre. Els laterals, a l'interior del pas, són irregulars, tot fent uns 3 m d'amplada x 5 m de llargada. Ran del portal que duu davant de l'església hi ha restes de murs que poden pertànyer al recinte emmurallat d'aquest sector.